# 超変身!ミネラルフォーマーズ
「超変身!ミネラルフォーマーズ」（ちょうへんしん!ミネラルフォーマーズ）は、NHKの音楽番組『みんなのうた』で、2019年4月・5月に放送された楽曲。作詞：桑原永江、作曲：佐藤晃、編曲：tatsuo、歌：鬼龍院翔 from ゴールデンボンバー。